# Luheng Lu
Luheng Lu (chiń. 芦恒路站) – stacja metra w Szanghaju, na linii 8. Zlokalizowana jest pomiędzy stacjami Lingzhao Xincun i Pujiang Zhen. Została otwarta 5 lipca 2009.